# Reimarintorni
La tour de Reimari (en finnois : Reimarintorni) est une tour d'habitation construite dans le quartier Espoonlahti de la ville d'Espoo en Finlande.

## Présentation
Reimantorni est un immeuble résidentiel achevé l'été 1990 dans la section Kivenlahti du quartier Espoonlahti. 
L'édifice a été conçu par l'architecte Simo Järvinen. 
La tour a 17 étages et mesure 66 mètres de haut.
C'était le plus haut bâtiment résidentiel de Finlande jusqu'à ce que lA tour Meritorni de 70 mètres de haut soit achevée en 1999 dans le même quartier.
La conception structurelle de la tour de Reimari est la société d'ingénierie d'Erkki Juva.

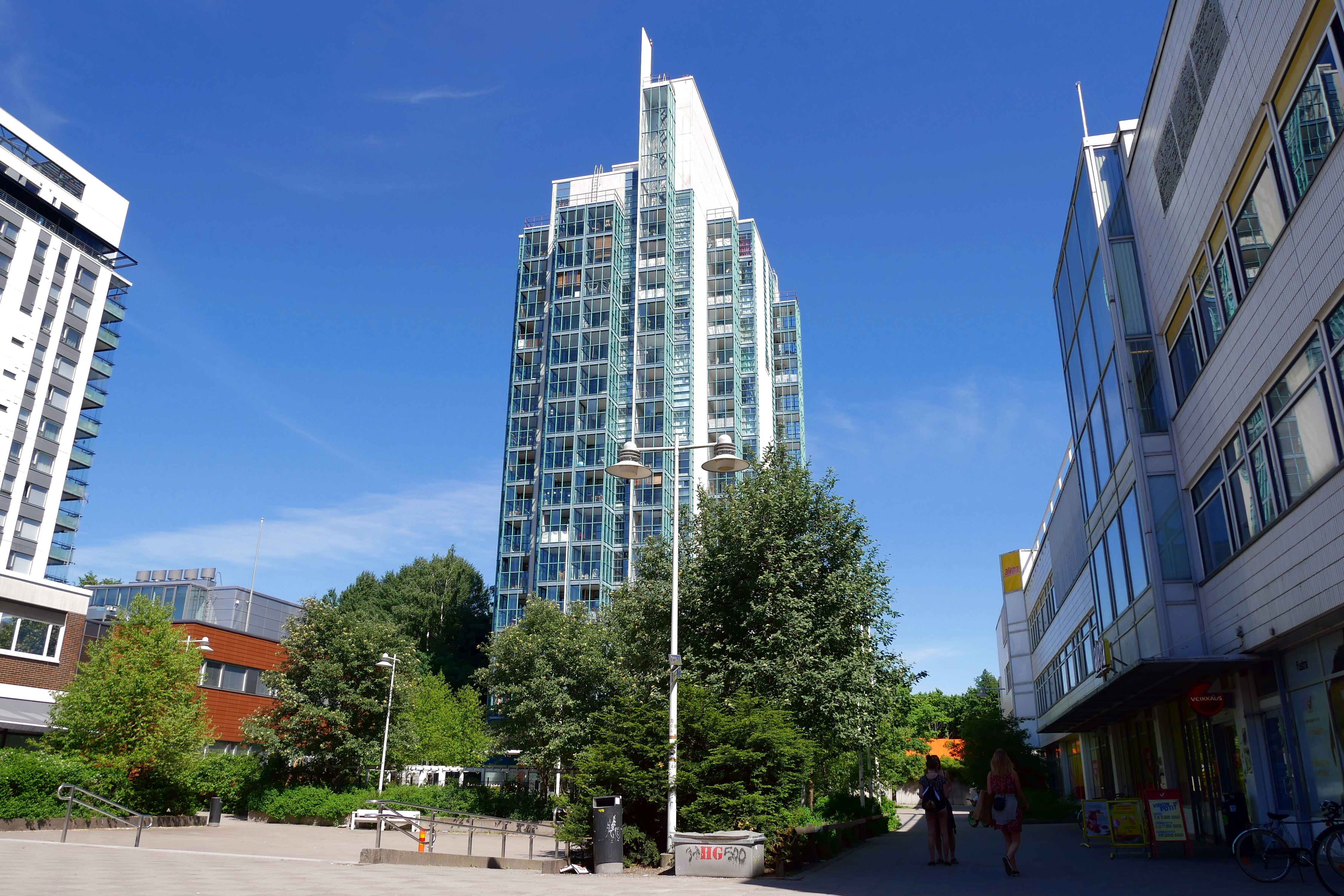
La Reimarintorni est un point de repère du centre commercial de Kivenlahti.

## Galerie

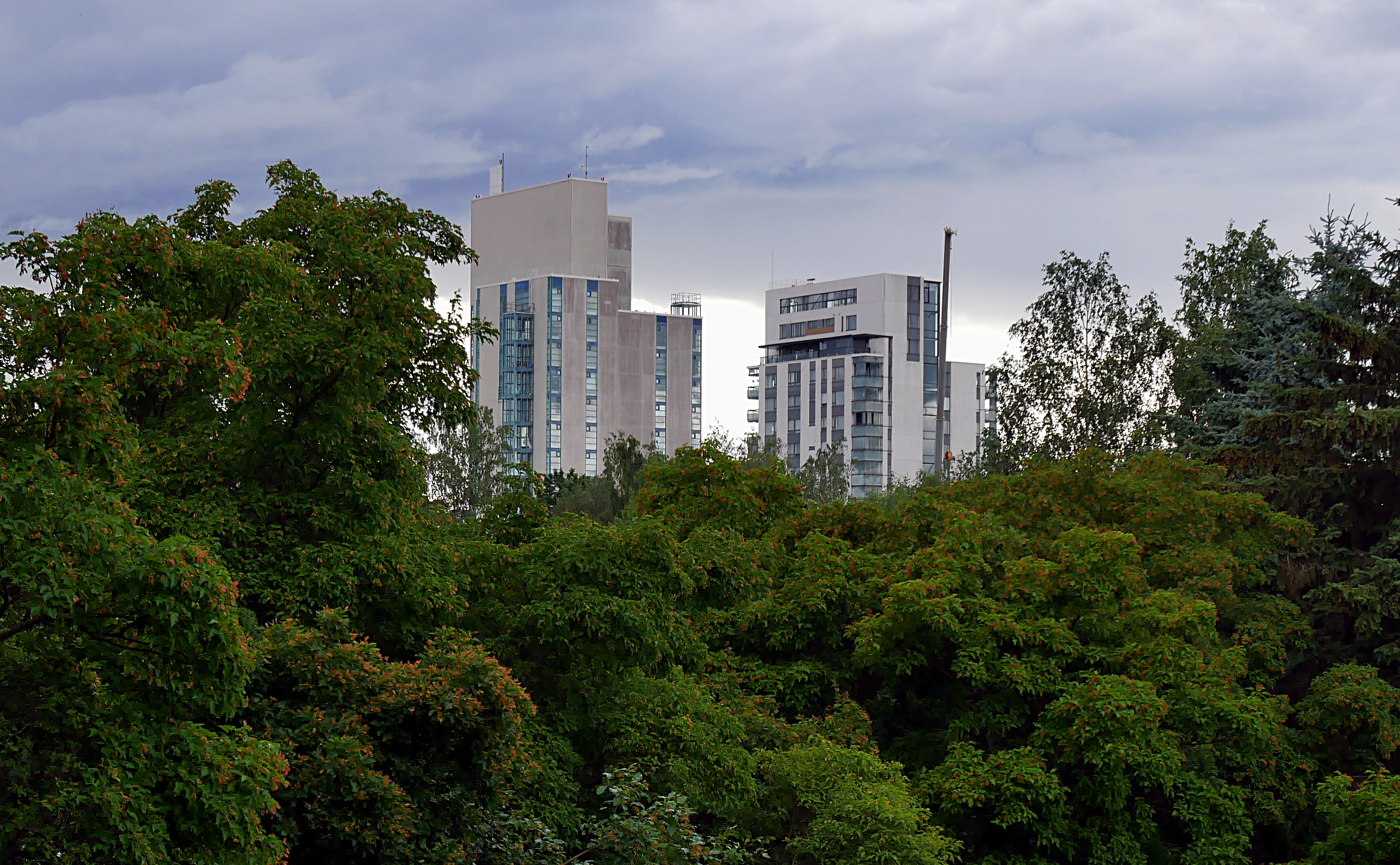
La tour Reimarintorni à gauche et la tour Reimantorni à droite.
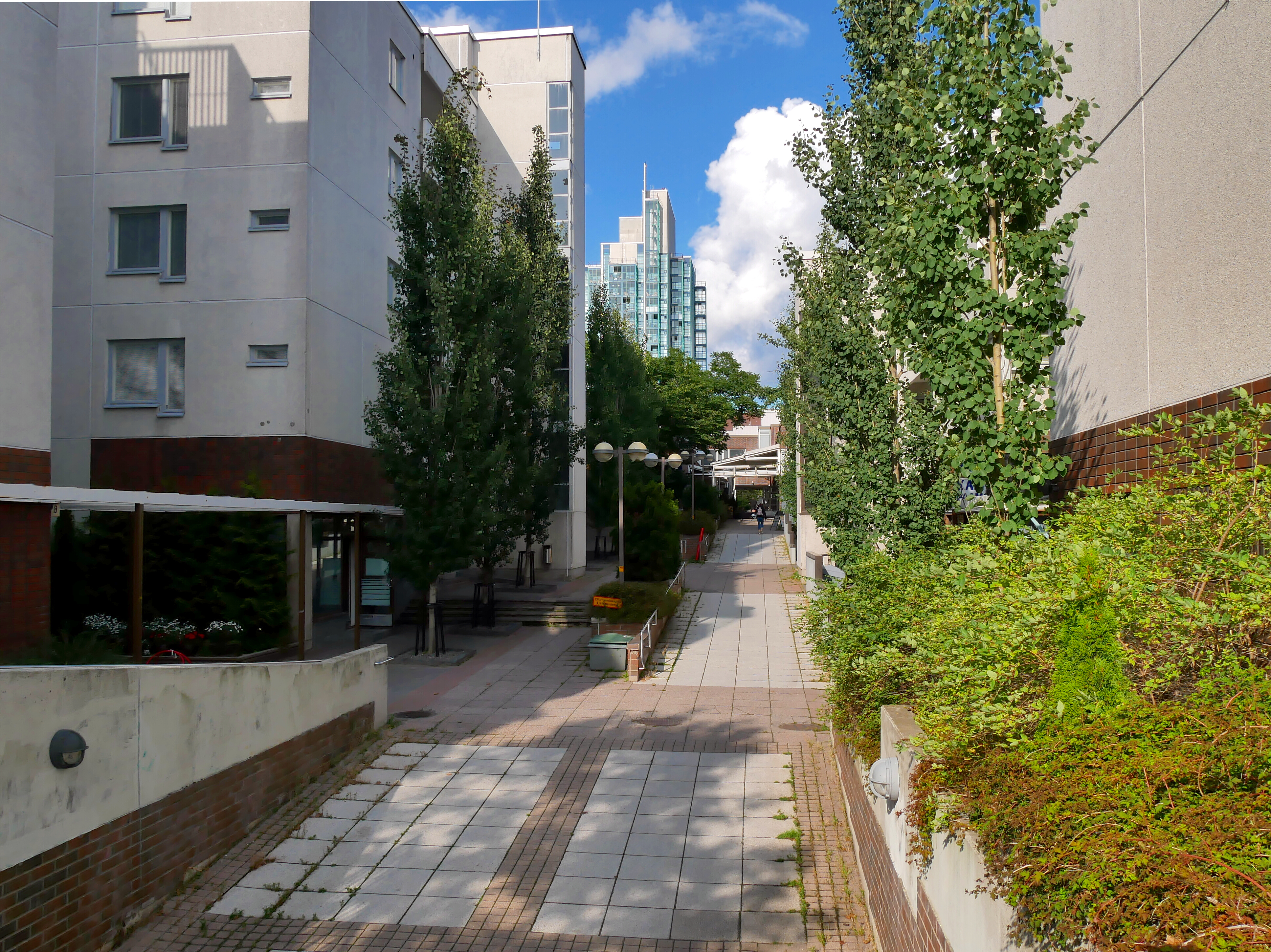
Merenkäynti. La Reimarintorni vue du sud.